# 瑟奇岩
瑟奇岩（英語：Surge Rocks）是南極洲的岩石，處於艾肖爾斯特島西南面0.1英里和波拿巴角東南面0.6英里，屬於帕默群島的一部分，現時由南極條約體系管理。